# Левгус (приток Левгуса)
Левгус — ручей в России, протекает по территории Кестеньгского сельского поселения Лоухского района Республики Карелии. Длина ручья — 19 км.
Ручей берёт начало из озера Ортсасъярви на высоте 341,0 м над уровнем моря и далее течёт преимущественно в юго-восточном направлении по скалистой местности.
Ручей в общей сложности имеет 17 малых притоков суммарной длиной 31 км.
Впадает на высоте 128,6 м над уровнем моря в реку Левгус, впадающую в Соколозеро, через которое протекает река Ковда, впадающая, в свою очередь, в Белое море.
Населённые пункты на ручье отсутствуют.
Код объекта в государственном водном реестре — 02020000512102000000788.